# Musicodamon atlanteus
Musicodamon atlanteus är en spindeldjursart som beskrevs av Fage 1939. Musicodamon atlanteus ingår i släktet Musicodamon och familjen Phrynichidae. Inga underarter finns listade i Catalogue of Life.